# Столовое красное Алушта

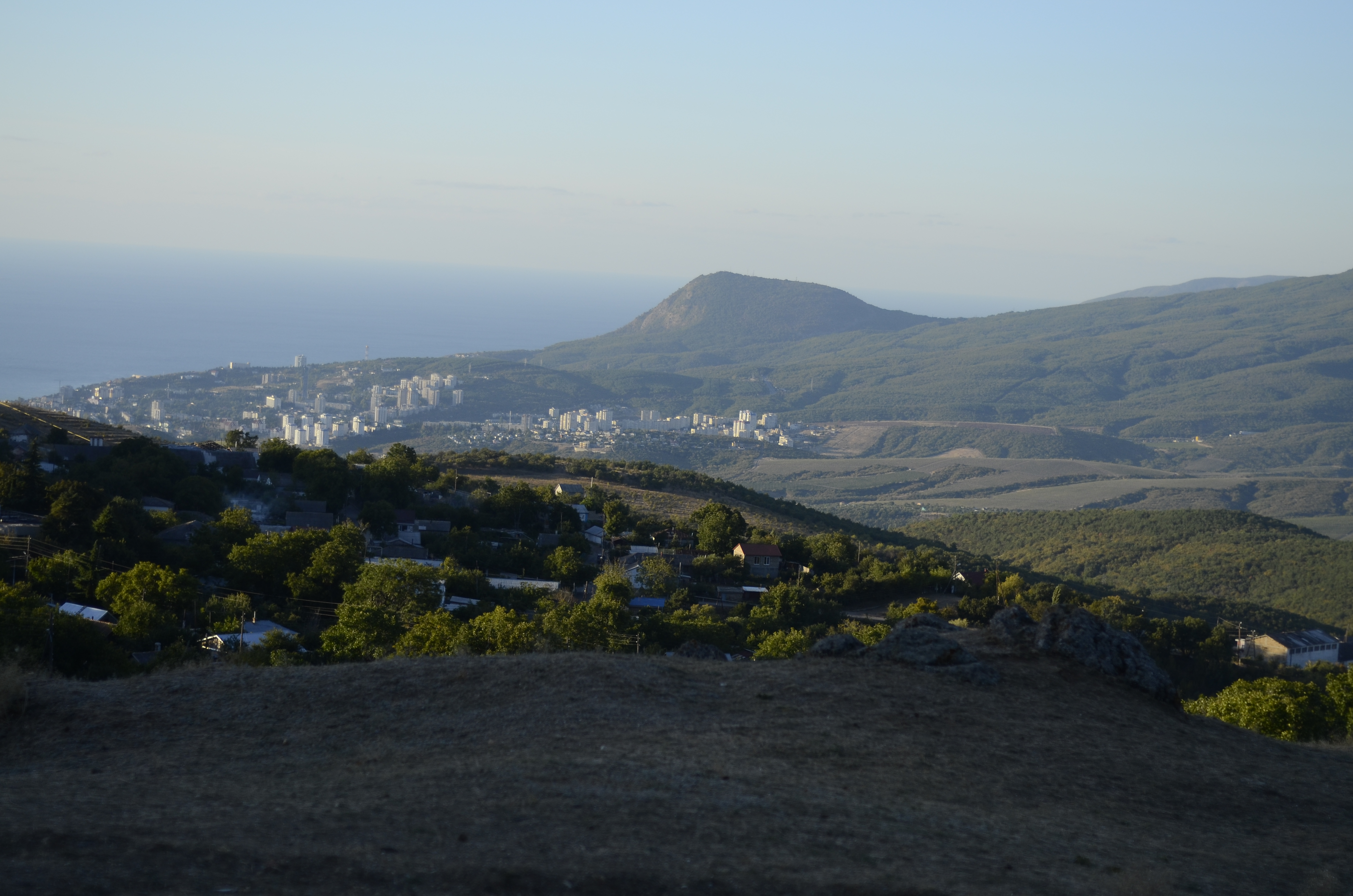
Алуштинская долина

Столо́вое кра́сное Алу́шта — марочное столовое красное вино. Единственный производитель — ГК НПАО «Массандра» в Крыму.

## История
Марка вина впервые была изготовлена в 1937 году. Вино производится ГП «Алушта» входящим в состав ГК НПАО «Массандра». Для выработки применяют виноград: Каберне Совиньон, Саперави, Морастель. Благоприятным местом произрастания которых являются окрестности Алушты и подножия гор окружающих одноимённую долину, поскольку эта местность по составу почвы и климату соответствует нужным условиям произрастания красных сортов винограда. Главным условием для применяемого в производстве винограда является концентрация сахарозы в объёме 18—22 %. Ю.Ф. Макагонов (главный винодел ГП «Алушта») в 2000 году изменил купаж вина: Каберне Совиньон — 50 %, Красностоп золотовский и Цимлянский чёрный — 20—25 %, Саперави — 20—25 %. В купаж «Столовое красное Алушта» до 2000 года входили марочные вина: «Ливадия № 40» (Каберне столовое) и «Ай-Даниль Бордо № 43» (столовое).
Вино имеет насыщенный красный цвет, с гранатовыми оттенками. За счёт содержания в вине винограда сорта Каберне Совиньон, оно имеет «сафьяновые» тона. Вкус вина с кислинкой, утончённостью и пряностью. Оно подвергается выдержке в дубовой таре в течение 2-х лет. Характеристики вина: спирт — 10—13 % об., сахар — 3 г/100, титруемые кислоты — 4—6 г/куб.дм.
Вино награждено 6-ю золотыми (3 из них на международных конкурсах (Награждено золотой медалью на «Втором международном конкурсе виноградных вин и коньяков в Ялте в 1970 году»)) и 1-й серебряной медалью на международном конкурсе. Получило золотую медаль и диплом первой степени на профессиональном конкурсе «Крым-вино 95».
Во время визита в Крым 11 сентября 2015 года президента России В. Путина и бывшего премьер-министра Италии Сильвио Берлускони в Ялте на предприятии Массандра для гостей была устроена дегустация. Наряду с редкими винами разных лет из коллекции были также поданы вина производства предприятия «Столовое красное Алушта» урожая 1990 и 2000 годов,  «Кокур десертный Сурож» урожая 1990 года и другие.
Как отмечает пресса, В. Путин предпочитает «Столовое красное Алушта» с момента его дегустации с президентом Леонидом Кучмой когда они пробовали урожай 1991 года. 